# Ен Батимер
Ен Батимер (енгл. Anne Buttimer; 31. октобар 1938 — 15. јул 2017) била је ирски географ и професор географије на Универзитетском колеџу у Даблину.

## Биографија
Батимер је одрасла у Ирској, у породици са чврстим католичким уверењима. Завршила је основне студије на Корк Колеџу, где је студирала географију, латински језик и математику 1957. године.
Мастер студије географије завршила је на Националном универзитету у Ирској 1959. године. Након тога придружила се Доминиканском реду и преселила се у Сијетл.
Докторирала је географију на Универзиту у Вашингтону 1965. године и бавила се концептуалним и методолошким основама друштвене географије. Била је постдокторска сарадница на Универзитету Лувен од 1966. до 1968. и радила као доцент на Универзитету у Сијетлу.
Две године провела је на Универзитету у Глазгову радећи на одсеку за друштвену географију, пре него што се придружила Универзитету Кларк од 1970. до 1981. године, где је стекла репутацију друштвеног географа и научника. 1982. радила је као научни сарадник Шведског савета за хуманистичке и друштвене науке, а потом накратко као професор на Универзитету у Отави (од 1989. до 1991) пре него што је прешла на Универзитетски колеџ у Даблину, од 1991. до 2003. године.
Била је председница Међународне уније географа од 2000. до 2004. и први географ потпредседник Европске академије 2012. године.

### Допринос науци
Дала је велики допринос историји и филозофији науке, друштвеној географији и одрживом развоју.
Председавала је истраживачком мрежом о одрживом развоју коју је финансирала Европска унија и која је имала значајан утицај на политику. Поред овога, њен рад допринео је бољем разумевању начина на који међусобно комуницирају научници и организатори истраживања, као и начинима да се та комуникација унапреди.
Написала је многе књиге и чланке о друштву и простору, урбанистичком планирању, историји идеја и политици заштите животне средине. Можда је најпознатија по Географској пракси (1983) и по комбиновању француске, шведске и академске традиције земаља у којима се говори енглески језик, у проучавању човечанства и животне средине.
Године 2014, добила је награду Ваутрин Луд, познату као „Нобелова награда за географију”.
Умрла је 15. јула 2017.